# Chrysaora fuscescens
Chrysaora fuscescens è una medusa appartenente alla famiglia Pelagiidae. Queste meduse sono famose perché compaiono nel film della Pixar Alla ricerca di Nemo.